# Cliff Bergere
Cliff Bergere, né le (6 décembre 1896 à Toledo (Ohio) et mort le  18 juin 1980 à Dade City (Floride) âgé de 83 ans, était un pilote automobile américain, cascadeur de profession résidant à New York.

## Biographie
En 1928, il dispute 5 courses du Championnat américain de course automobile (AAA) sur Miller, dans une équipe qu'il a monté avec Louis Schneider (et quatre autres la saison suivante, obtenant alors des deuxièmes places à Altoona et à Toledo). 
Il a participé aux 500 miles d'Indianapolis à 16 reprises, étalées sur une vingtaine d'années entre 1927 (à déjà plus de trente ans) et 1947 malgré la guerre et ses quatre années d'interruption, notamment en 1940 pour l'écurie de Lou Moore, ne manquant que l'édition 1930. En 1946, il obtient la pole position sur la grille à 49 ans avec sa propre voiture, une Wetteroth-Offenhauser pour son avant-dernière sortie, dix-huit ans après sa première qualification en ligne de front et à la moyenne de 203,535 km/h. En 1947, il a encore le deuxième temps au départ, sur Kurtis-Novi. En 1941, il termine cinquième sans aucun arrêt au stand.
Troisième en 1932 et en 1939, il obtient 4 "Top five" et 8 "Top 10". Pendant plusieurs décennies, il détint les records du nombre de participations à l'Indy 500 et du nombre total de tours parcourus.
Son métier l'amena à participer à plusieurs films, dont The Eagle's Talons (en) en 1923, Throttle Pushers en 1933, et Miss Manton est folle en 1938 avec Barbara Stanwyck et Henry Fonda.